# Awangarda (wojsko)
Awangarda (z fr. avant garde „straż przednia”) – oddział, pododdział maszerujący przed siłami głównymi związku taktycznego (oddziału). Stanowi element ubezpieczenia ugrupowania marszowego w marszu dofrontowym.

## Charakterystyka
Awangarda, na ogół w sile wzmocnionego batalionu, jest wysyłana na odległość 20–30 km od sił głównych przy marszu dofrontowym. 
Zadaniem awangardy jest ubezpieczanie maszerującej kolumny przed uderzeniem od czoła i zapewnieniem siłom głównym dogodnych warunków do rozwinięcia się i wejścia do walki. Zależnie od sytuacji i wielkości maszerującej kolumny awangarda może stanowić od 1/4 do 1/3 sił głównych. Awangarda ubezpiecza się zazwyczaj szpicą czołową wysyłaną na odległość 5–10 km lub boczną do 5 km. Może wysłać też patrole boczne na odległość do 3 km.
Przy wykonywaniu zadania podczas marszu awangarda powinna wykonywać marsz w takim tempie, aby nie opóźniać tempa marszu sił głównych. Drobne grupy przeciwnika niszczy z marszu, przy napotkaniu większych sił dąży do uchwycenia obiektu kluczowego, częścią sił wiąże przeciwnika od czoła z jednoczesnym wykonaniem manewru oskrzydlenia lub obejścia, rozbija jego siły główne częściami oraz wychodzi na jego tyły. Dawniej używano nazwy „straż przednia”.
Do podstawowych zadań awangardy należy: odnajdywanie luk w systemie obronnym przeciwnika, zapobieganie nieoczekiwanemu zetknięciu się sił głównych z przeciwnikiem i likwidacja jego oporu, a w razie silnej obrony – zabezpieczenie wejścia do walki sił głównych.